# الکساندر لوریا

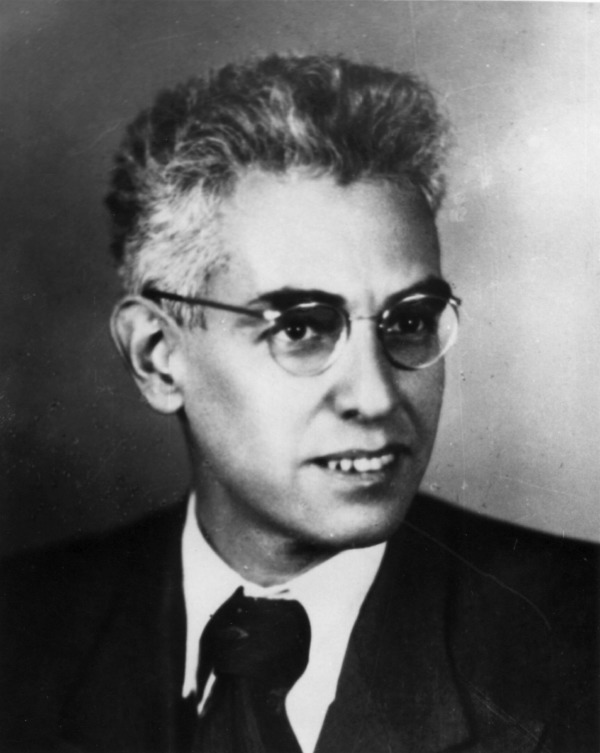

الکساندر رومانُویچ لوریا (به روسی: Алекса́ндр Рома́нович Лу́рия) (زاده ۱۹۰۲ - درگذشته ۱۹۷۷)روان‌شناس روس، بنیان‌گذار علم عصب-روان‌شناسی (نوروپسیکولوژی)، است.
لوریا که در رژیم شوروی، فعالیت‌های علمی خود را انجام می‌داد، خود را پیرو اندیشه‌های کارل مارکس می‌دانست.

## زندگی و حرفه
الکساندر رومانوویچ لوریا، روان‌شناس روسی در ۱۶ ژوئن ۱۹۰۲ در شهر کازان روسیه شهرکی دانشگاهی در شرق مسکو متولد شد، او در سن ۱۶ سالگی به دانشگاه کازان راه یافت و در سن ۱۹ سالگی مدرکش را از همین دانشگاه دریافت نمود ، در دوران دانشجویی بر روی کارکرد دوره زندگی روانی کار کرد . تحقیقات اولیهٔ او بر روی مشاهدات نظریات زیگموند فروید دربارهٔ وضعیت غیرعادی فکر و فعالیت‌های خسته‌کنندهٔ ذهن بود . مطالعات او سال هاست که ارزش و اعتبار خود را حفظ کرده و هنوز در تحقیقات محققان دنیا مورد استفاده قرار می‌گیرد .
در سال ۱۹۲۳ مطالعات سودمندش بر روی پیش‌بینی زمان واکنش و فرایندهای فکری با توجه به بافت شغلی افراد و زمینه‌های محیطی موقعیت روان‌شناسی را در مسکو تغییر داد .لوریا خود را پیرو اندیشه‌های کارل مارکس می‌دانست.در سال ۱۹۳۰ همراه با آغاز به کار استالین در روسیه لوریا خودش را از جامعهٔ علمی کنار کشید و به مدرسهٔ پزشکی وارد شد جایی که زمینه ساز ارتقاء تخصصش در زمینهٔ زبان پریشی بود .
در سال ۱۹۴۰ برخی خط شناسان به یادگیری روان‌شناسی پرداختند. اتحاد خط‌شناسان و روان‌شناسان از نظر پژوهشی مفید بود و کاربردهای کلینیکی خط‌شناسی توسعه یافت. در همین سال، الکساندر لوریا، روان‌شناس روس، استفاده از دستخط برای تعیین محل آسیب‌های مغزی را مورد مطالعه قرار داد. در سال ۱۹۵۰ دوباره به مطالعات عصب‌شناسی خود باز گشت و مطالعات گذشته اش را پیگیری نمود و تا پایان عمر به بررسی‌های خود در زمینهٔ نوروسایکولوژی ادامه داد و در سال ۱۹۷۷ بر اثر عارضهٔ قلبی درگذشت .

## آثار
از او آثاری در مورد فلسفه علم، پروسهٔ آموختن و فراموش کردن، کندذهنی، و تشریح این‌که چگونه آسیب به قسمت‌های معینی از مغز، بر رفتار خاصی از انسان تأثیر می‌گذارد، به جا مانده‌است. بیشتر آثار او را حبیب‌الله قاسم زاده به فارسی‌ برگردانده است. 

### فهرست کتاب‌ها
- جهان گمشده و جهان بازیافته (تاریخچه یک جراحت مغزی)، ترجمهٔ حبیب‌الله قاسم زاده، انتشارات ارجمند.
- ذهن یک یادسپار (کتابی کوچک درباره حافظه‌ای بزرگ)، ترجمهٔ رامین مجتبایی و حبیب‌الله قاسم‌زاده، انتشارات فاطمی.
- زبان و شناخت، ترجمهٔ حبیب‌الله قاسم زاده، انتشارات ارجمند.
- زب‍ان‌ و ذه‍ن‌ ک‍ودک‌، ترجمهٔ ب‍ه‍روز ع‍زب‍دف‍ت‍ری‌، ت‍ب‍ری‍ز انتشارات ف‍روزش‌‏‫‬‏.
- ک‍ودک‌ ع‍ق‍ب‌م‍ان‍ده‌ ذه‍ن‍ی‌، ترجمهٔ ع‍ل‍ی‌ خ‍ان‍زاده‌، م‍رک‍ز ن‍ش‍ر دان‍ش‍گ‍اه‍ی‌.
- رش‍د و ت‍ح‍ول‌ ش‍ن‍اخ‍ت‍ی‌: م‍ب‍ان‍ی‌ ف‍ره‍ن‍گ‍ی‌ و اج‍ت‍م‍اع‍ی‌ ش‍ن‍اخ‍ت‌، ترجمهٔ حبیب‌الله قاسم زاده، انتشارات ارجمند: آگه.
- ک‍ارک‍رد م‍غ‍ز[۱]، ترجمهٔ روی‍ا م‍ن‍ج‍م‌، چ‍اپ‌ و ن‍ش‍ر ب‍ن‍ی‍اد‏‫.
- تکوین‌ ذ‌هن‌: زندگینامه‌ لوریا، ترجمهٔ حبیب‌الله قاسم زاده، انتشارات ارجمند.
- انگیزه، اندیشه و گفتار: (مجموعه مقاله) روان شناسی و نوروپسیکولوژی زبان از دیدگاه ویگوتسکی و لوریا، حبیب‌الله قاسم زاده، انتشارات ارجمند.